# Batman határtalanul: Robotok a mutánsok ellen
A Batman határtalanul: Robotok a mutánsok ellen (eredeti cím: Batman Unlimited: Mechs vs. Mutants) 2016-ban bemutatott amerikai animációs film, amelynek rendezője Curt Geda, producerei Curt Geda, Sam Register, Benjamin Melniker és Michael Uslan, zeneszerzője Kevin Riepl, írói Kevin Burke és Chris "Doc" Wyatt. A DC Entertainment és Warner Bros. Animation gyártásában készült, a Warner Home Video forgalmazta. Műfaját tekintve akciófilm.
Amerikában 2016. július 24-én debütált.

## Szereplők
| Szereplő | Színész              | Magyar hang     |
| --- | -------------------- | --------------- |
| Bruce Wayne / Batman | Roger Craig Smith    | Sarádi Zsolt    |
| Victor Fries/ Mr. Freeze | Ódéd Fehr            | Zöld Csaba      |
| Damian Wayne / Robin | Lucien Dodge         | Baráth István   |
| Oswald Cobblepot / Pingvin | Dana Snyder          | Mészáros Máté   |
| Oliver Queen / Zöld Íjász | Chris Diamantopoulos | Bozsó Péter     |
| Dr. Kirk Langstrom | Phil LaMarr          | Pál Tamás       |
| Dick Grayson / Éjszárny | Will Friedle         | Czető Roland    |
| Barry Allen / Villám | Charlie Schlatter    | Hamvas Dániel   |
| Bane | Carlos Alazraqui     | Király Attila   |
| Waylon Jones / Gyilkos Krok | John DiMaggio        | Kőrösi András   |
| Basil Karlo / Agyagpofa | Dave B. Mitchell     | Törköly Levente |
| Joker | Troy Baker           | Horváth Illés   |
| Alfred | Alastair Duncan      | Csuha Lajos     |
| James Gordon rendőrfelügyelő | Richard Epcar        | Rosta Sándor    |
| További magyar hangok: |                      |                 |
| Bárány Virág, Bartók László, Bor László, Fehérváry Márton, Hábermann Lívia, Hám Bertalan, Kiss László, Lipcsey Colini Borbála, Téglás Judit |                      |                 |